# Johann Fischer von Waldheim taxonjai

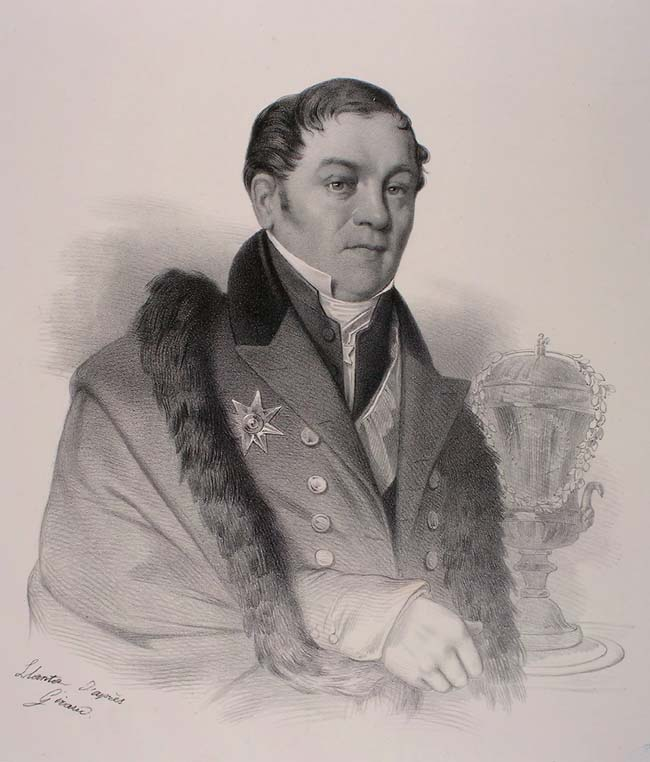
Johann Fischer von Waldheim

Ezen a listán azok a taxon nevek szerepelnek, amelyeket Johann Fischer von Waldheim (1771 – 1853) alkotott. Azok a taxon nevek, amelyek nincsenek belinkelve, manapság csak szinonimaként használtak (az alábbi lista nem teljes):

## Emlősök

### Ormányosok
- Mastotherium Fischer, 1814 - Cuvieronius
- Cuvieronius hyodon (Fischer, 1814)
- Mastotherium hyodon Fischer, 1814 - Cuvieronius hyodon

### Rágcsálók

#### Sülalkatúak

##### Gyalogsülfélék
- gyalogsülfélék (Hystricidae) Fischer de Waldheim, 1817

##### Kúszósülfélék
- Coandu Fischer, 1814 - Coendou

##### Csincsillafélék
- Cricetus chinchilla (Fischer, 1814) - csincsilla

##### Tengerimalacfélék
- tengerimalacfélék (Caviidae) Fischer de Waldheim, 1817
- tengerimalacformák (Caviinae) Fischer de Waldheim, 1817

##### Pakafélék
- Paca Fischer, 1814 - Cuniculus

##### Tüskéspatkányfélék
- Euryzygomatomys spinosus G. Fischer, 1814
- Rattus spinosus G. Fischer, 1814 - Euryzygomatomys spinosus

#### Egéralkatúak

##### Ugróegérfélék
- Dipodoidea Fischer de Waldheim, 1817
- ugróegérfélék (Dipodidae) Fischer de Waldheim, 1817
- Dipodes Fischer de Waldheim, 1817
- Dipodum Fischer de Waldheim, 1817 - ugróegérfélék
- ugróegérformák (Dipodinae) G. Fischer, 1817
- Dipodes Fischer de Waldheim, 1817
- Dipodum Fischer de Waldheim, 1817 - ugróegérformák

##### Hörcsögfélék
- hörcsögfélék (Cricetidae) Fischer de Waldheim, 1817
- Ellobius G. Fischer, 1814
- Ellobius Fischer, 1814 - az Ellobius nem egyik alneme
- Brachyurus Fischer, 1813 - Lemmus
- Simotes Fischer, 1817 - Ondatra
- hörcsögformák (Cricetinae) Fischer de Waldheim, 1817
- Cricetini Fischer, 1817
- Cricetinorum Fischer, 1817 - hörcsögformák
- Sooretamys angouya (Fischer, 1814)
- Oryzomys angouya Fischer, 1814 - Sooretamys angouya
- Hylaeamys megacephalus (Fischer, 1814)
- Oryzomys megacephalus Fischer, 1814 - Hylaeamys megacephalus
- Oligoryzomys tarsonigro (Fischer, 1814) - Oligoryzomys nigripes
- Mus tarso nigro Fischer, 1814 - Oligoryzomys nigripes
- Oxymycterus rufus Fischer, 1814
- Calomys laucha Fischer, 1814
- Mus laucha Fischer, 1814 - Calomys laucha
- Reithrodon auritus Fischer, 1814

##### Egérfélék
- patkány (Rattus) Fischer, 1803

#### Mókusalkatúak

##### Mókusfélék
- mókusfélék (Sciuridae) Fischer de Waldheim, 1817
- mókusformák (Sciurinae) Fischer de Waldheim, 1817
- valódi mókusok (Sciurini) Fischer de Waldheim, 1817

### Eulipotyphla
- sünfélék (Erinaceidae) Waldheim, 1814
- tüskés sünök (Erinaceinae) G. Fischer, 1814
- cickányfélék (Soricidae) Waldheim, 1814
- Soricinorum G. Fischer, 1814 - cickányfélék
- vörösfogú cickányok (Soricinae) Waldheim, 1814
- Soricinorum G. Fischer, 1814 - vörösfogú cickányok
- Soricini Fischer, 1814
- vakondfélék (Talpidae) Waldheim, 1814
- Talpinorum G. Fischer, 1814 - vakondfélék
- vakondformák (Talpinae) Waldheim, 1817
- valódi vakondok (Talpini) Fischer de Waldheim, 1814

### Párosujjú patások

#### Disznófélék
- Sus scrofa monungulus G. Fischer von Waldheim, 1814 - európai vaddisznó
- Eureodon G. Fischer von Waldheim, 1817 - varacskosdisznó

#### Pekarifélék
- Tayassu Fischer von Waldheim, 1814

#### Szarvasfélék
- Guazauvirá-szarvas (Mazama gouazoubira) (Fischer, 1814)
- Mazama gouazoubira gouazoubira G. Fischer [von Waldheim], 1814

### Páratlanujjú patások
- szumátrai orrszarvú (Dicerorhinus sumatrensis) (Fischer, 1814)
- Dicerorhinus sumatrensis sumatrensis G. Fischer, 1814
- Elasmotherium Fischer, 1808
- Elasmotherium sibiricum Fischer, 1809

### Ragadozók
- Musteloidea Fischer, 1817
- menyétfélék (Mustelidae) G. Fischer de Waldheim, 1817
- Procyon lotor annulatus G. Fischer, 1814 - Procyon lotor lotor
- Kinkaschu G. Fischer de Waldheim, 1813 - farksodró
- medvefélék (Ursidae) Fischer von Waldheim 1817
- Chondrorhynchus Fischer de Waldheim, 1814 - ajakos medve
- Ursus arctos alpinus G. Fischer, 1814 - európai barna medve
- kutyafélék (Canidae) Waldheim, 1817
- valódi kutyaformák (Caninae) Fischer von Waldheim, 1817
- Otoes G. Fischer, 1817 - Callorhinus
- macskafélék (Felidae) Fischer von Waldheim, 1817
- macskaformák (Felinae) Fischer von Waldheim, 1817

### Páncélos vendégízületesek
- Priodontes giganteus (G. Fischer, 1814) - óriástatu

## Madarak
- Corvus monedula soemmerringii (Fischer, 1811)
- Corvus soemmerringii Fischer, 1811 - Corvus monedula soemmerringii

## Halak
- Histrio Fischer, 1813
- Ogcocephalus G. Fischer, 1813

## Ízeltlábúak
- Empusa brachyptera Fischer-Waldheim, 1846 - Empusa pennata
- Ammophila elongata Fischer de Waldheim, 1843
- Ammophila nitida Fischer de Waldheim, 1834
- Melolontha macrophylla Fischer von Waldheim, 1830
- Myrmeleon neutrum Fischer Waldheim, 1846 (syn.: Albarda, 1889) - közönséges hangyaleső

## Puhatestűek
- Conus caracteristicus Fischer von Waldheim, 1807
- Conus gigas Fischer von Waldheim, 1807 (nomen dubium)
- Conus porcellaneus Fischer von Waldheim, 1807 (nomen dubium)

## Mohaállatok
- Pentapora Fischer, 1807